# Rebel News
 (avril 2025).
La mise en forme du texte ne suit pas les recommandations de Wikipédia : il faut le « wikifier ».
Les points d'amélioration suivants sont les cas les plus fréquents. Le détail des points à revoir est peut-être précisé sur la page de discussion.
- Les titres sont pré-formatés par le logiciel. Ils ne sont ni en capitales, ni en gras.
- Le texte ne doit pas être écrit en capitales (les noms de famille non plus), ni en gras, ni en italique, ni en « petit »…
- Le gras n'est utilisé que pour surligner le titre de l'article dans l'introduction, une seule fois.
- L'italique est rarement utilisé : mots en langue étrangère, titres d'œuvres, noms de bateaux, etc.
- Les citations ne sont pas en italique mais en corps de texte normal. Elles sont entourées par des guillemets français : « et ».
- Les listes à puces sont à éviter, des paragraphes rédigés étant largement préférés. Les tableaux sont à réserver à la présentation de données structurées (résultats, etc.).
- Les appels de note de bas de page (petits chiffres en exposant, introduits par l'outil «  Source ») sont à placer entre la fin de phrase et le point final[comme ça].
- Les liens internes (vers d'autres articles de Wikipédia) sont à choisir avec parcimonie. Créez des liens vers des articles approfondissant le sujet. Les termes génériques sans rapport avec le sujet sont à éviter, ainsi que les répétitions de liens vers un même terme.
- Les liens externes sont à placer uniquement dans une section « Liens externes », à la fin de l'article. Ces liens sont à choisir avec parcimonie suivant les règles définies. Si un lien sert de source à l'article, son insertion dans le texte est à faire par les notes de bas de page.
- La présentation des références doit suivre les conventions bibliographiques. Il est recommandé d'utiliser les modèles {{Ouvrage}}, {{Chapitre}}, {{Article}}, {{Lien web}} et/ou {{Bibliographie}}. Le mode d'édition visuel peut mettre en forme automatiquement les références.
- Insérer une infobox (cadre d'informations à droite) n'est pas obligatoire pour parachever la mise en page.

Pour une aide détaillée, merci de consulter Aide:Wikification.
Si vous pensez que ces points ont été résolus, vous pouvez retirer ce bandeau et améliorer la mise en forme d'un autre article.
Rebel News (également connu sous le nom de The Rebel Media et The Rebel) est un média politique et social d'extrême droite canadien exploité par Rebel News Network Ltd. Il a été décrit comme une «plateforme mondiale» pour l'idéologie anti-musulman, ou anti-jihad,. Il a été fondé en février 2015 par  Ezra Levant et Brian Lilley, anciennement chez le Sun News Network.
Rebel News publie uniquement son contenu sur Internet et a été comparé à Breitbart News aux États-Unis. Le média est associé au mouvement de droite alternative,,.
Faith Goldy, une ancienne journaliste de Sun News, rejoint Rebel News après son lancement, mais est rapidement renvoyée après sa couverture du rassemblement de Charlottesville en 2017 et un interview avec The Daily Stormer. Un cofondateur et deux pigistes ont démissionné en protestation. Gavin McInnes, fondateur de l'organisation néo-fasciste d'extrême droite Proud Boys, a été un contributeur de la plateforme au moment de sa création,,. Il quitta le site en 2017, puis le rejoint temporairement jusqu'en 2019,. Pendant les élections fédérales canadiennes de 2021, Justin Trudeau a accusé Rebel News de répandre des informations erronées, en particulier en ce qui concerne les vaccins contre la Covid-19,,. Le média soutient également les théories climato-sceptiques.

## Histoire
Avant la création officielle de Rebel News en tant que société, ce dernier a fonctionné pendant plusieurs années par l'intermédiaire d'un seul individu, Levant, aussi surnommé «The Rebel». Une de ses idées, combattre  «les bigots anti-chrétiens au conseil municipal de Nanaimo» , a attiré le soutien du député Dane Lloyd.

### 2015-2017
The Rebel Media a été créé par Levant et Lilley, après la fermeture du Sun News Network. Levant a déclaré que sa production en ligne ne serait pas  gêné par les contraintes de réglementations et de distribution auxquelles le Sun News Network était confronté et que ses coûts de production plus bas le rendraient plus viable, affirmant ainsi s'inspirer du site américain d'extrême droite Breitbart News. Une campagne de crowdfunding lui a permis de récolter environ 100 000 $ CA pour le projet. Le site a rapidement attiré un certain nombre de personnalités travaillant auparavant au Sun News Network telles que David Menzies, Paige MacPherson, Faith Goldy, Patrick Moore et, brièvement, Michael Coren.
Durant l'été 2015, la chaîne lance un boycott contre Tim Hortons, une chaîne de restauration canadienne, après que celle-ci est rejeté des publicités d'Enbridge. En effet, des clients étaient opposés aux projets de pipeline pétrolière mis en avant dans les annonces de la société.
En 2016, le gouvernement de la province d'Alberta interdit aux correspondants de The Rebel Media de tenir des conférences de presse au motif que, comme Ezra Levant avait témoigné devant le tribunal en 2014 qu'il était chroniqueur ou commentateur plutôt qu'un journaliste, aucun de ses correspondants actuels ne pouvait donc être considéré comme tel. Le 17 février 2016, le gouvernement reconnu avoir commis une erreur et revient sur sa décision, déclarant qu'il permettrait finalement aux correspondants de The Rebel Media de participer à des conférences de presse. L'Association canadienne des journalistes a soutenu l'interdiction pour le gouvernement de choisir une possible couverture journalistique.
Fin 2016, après s'être d'abord vu refuser l'accréditation de presse pour la Convention-Cadre des Nations Unies sur les Changements Climatiques (CCNUCC), organisée lors de la Conférence COP22 sur le Changement Climatique, The Rebel Media a finalement été autorisé à envoyer deux correspondants. Levant a déclaré: «nous ne sommes pas exclus parce que nous avons une opinion. Nous sommes exclus parce que nous avons une mauvaise opinion»,. Sa chaîne a reçu le soutien de la Ministre de l'Environnement Catherine McKenna et de trois organisations journalistiques, après l'appel de Levant à Justin Trudeau, le 17 octobre 2016.
Après l'attentat de la grande mosquée de Québec en 2017, The Rebel Media, et en particulier Levant, ont été durement critiqués dans le National Observer pour leur reportage et leur poursuite d'un « récit sur la violence des immigrants », bien que l'attaque ait été commise par Alexandre Bissonnette, qui se revendiquait d'extrême droite. Kai Nagata a relevé que "Levant et Goldy étaient tous deux intervenants lors d'un rassemblement organisé par The Rebel à Toronto, la semaine dernière, pour protester contre une motion de la députée libérale Iqra Khalid, qui appelle le gouvernement à condamner l'islamophobie". Le rassemblement avait été alors organisé en réponse à la fusillade.
En 2017, The Rebel Media a embauché l'activiste d'extrême droite Tommy Robinson, fondateur de l'English Defence League, une organisation ouvertement islamophobe, en tant que correspondant britannique.
En mars 2017, un des correspondants de Rebel News, Gavin McInnes, a tenu des propos controversés en soutenant les négationnistes et en accusant les juifs d'être responsable de l'Holodomor et du Traité de Versailles. Puis, il a déclaré qu'il «devenait antisémite». Par la suite, il a indiqué que ses propos ont été sortis de leur contexte. McInnes a également réalisé une vidéo satirique pour Rebel News, intitulée «Ten Things I Hate about Jews» (littéralement: «Dix choses que je déteste sur les juifs»), plus tard renommée «Ten Things I Hate About Israel» (littéralement: «Dix choses que je déteste sur Israël»),. Rebel News a aussi diffusé une vidéo de McInnes, dans laquelle il encourage ses téléspectateurs à se battre contre les antifas comme le fait son groupe, les Proud Boys.
Durant les élections présidentielles françaises de 2017, Jack Posobiec, le chef du bureau de The Rebel Media à Washington, a soutenu Marine Le Pen, alors leader du parti d'extrême droite le Rassemblement National, et a joué un rôle important dans l'affaire MacronLeaks.

### Couverture médiatique de la manifestation «Unite the Right»
Le 12 août 2017, Faith Goldy réalise un reportage sur la manifestation Unite the Right à Charlottesville, en Virginie. Alors qu'elle diffusait en direct, elle filme une attaque automobile fatale d'un suprématiste blanc contre des manifestants de gauche. Interviewée sur ces évènements par la chaîne de télévision israélienne Aroutz 2, Goldy a déclaré: «il y a une "guerre culturelle" entre l'extrême gauche et la droite radicale» et que «beaucoup de personnes dans les deux camps voient cela comme une guerre civile - vous savez les fascistes contre les communistes»,.

## Collaborateurs importants

### Actuels
- Ezra Levant
- Avi Yemini[44]

### Anciens
1. ↑  « Federal Corporation Information - 753553-8 - Online Filing Centre - Corporations Canada - Corporations - Innovation, Science and Economic Development Canada » [archive du 27 octobre 2020], sur www.ic.gc.ca (consulté le 24 octobre 2020)
2. ↑    - (en) Barbara Perry et Ryan Scrivens, Right-Wing Extremism in Canada, Springer International, 19 août 2019 (ISBN 978-3-030-25169-7, lire en ligne), p. 37 :« In 2015, he established Rebel Media, a far-right outlet that regularly features global and domestic "stars" of the nationalist movement. »
  - Gavan Titley, « The distribution of nationalist and racist discourse », Taylor & Francis, vol. 15, no 3,‎ 2 juillet 2020, p. 7 (DOI 10.1080/17447143.2020.1780245, S2CID 221521303, lire en ligne, consulté le 22 février 2022) :« Far-right Twitter accounts come and go, often generating significant traction without any obvious relation to organised movements. As a stage of his reinvention of self after the EDL, its leader Stephen Yaxley-Lennon (‘Tommy Robinson’) reinvented himself as a journalist, working for the Canadian far-right media company Rebel Media. »
  - (en) Tanner Mirrlees, « The Alt-right's Discourse on "Cultural Marxism": A Political Instrument of Intersectional Hate », Mount Saint Vincent University, vol. 39, no 1,‎ 3 août 2018, p. 61 (ISSN 1715-0698, lire en ligne, consulté le 21 octobre 2020) :« The Rebel Media, a far-right news organization, published articles by Canadian alt-right propagandists such as: "Want to sop cultural Marxist indoctrination? Cut public funding of universities" (Nicholas 2017); "Social justice is socialism in disguise" (Goldy 2016); and "How progressives use our kids for Marxist social experiments" (Goldy 2017). »
  - Barbara Perry, Tanner Mirrlees et Ryan Scrivens, « The Dangers of Porous Borders », Gonzaga University, vol. 14, no 1,‎ 27 février 2019, p. 61 (DOI 10.33972/jhs.124 , lire en ligne [archive du 9 août 2020], consulté le 21 octobre 2020) :« Far-right Canadian media outlets, for instance, have bombarded its subscribers with all kinds of pro-Trump, racist and xenophobic dialogue, both before and after Trump’s victory. Rebel Media, a popular far-right online media platform run by Ezra Levant, a controversial Canadian far-right political activist, writer and broadcaster, has been an outright supporter of Trump, publishing countless extreme-right leaning articles on why to support him. »
  - (en) Xinyi Zhang et Mark Davis, « E-extremism: A conceptual framework for studying the online far right », SAGE, vol. 26, no 5,‎ 7 juin 2022, p. 2954–2970 (ISSN 1461-4448, DOI 10.1177/14614448221098360, S2CID 249482748, lire en ligne , consulté le 5 septembre 2022) :« Beyond US-based far-right news websites such as Breitbart, Infowars and Epoch Times, other alternative online media outlets include Australia-based XYZ and The Unshackled, Canada-based Rebel News and UK-based Politicalite.com and PoliticalUK.co.uk, just to name a few, which operate as far-right metapolitical channels and counter-publics that strive to influence mainstream culture and discourse (Holt, 2019). »
  - (en) Andrew Gilligan, « Tommy Robinson winds up bigots and the cash floods in », The Times,‎ 5 août 2018 (ISSN 0140-0460, lire en ligne, consulté le 3 février 2022) :« All four, including Robinson himself, were employees of The Rebel Media, a Toronto-based far-right website »
  - Mark Scott, « U.S. Far-Right Activists Promote Hacking Attack Against Macron », The New York Times,‎ 16 mai 2017 (lire en ligne [archive du 29 juillet 2017], consulté le 10 juillet 2017)
  - Sean Craig, « A fight over a four-bedroom house: The Rebel Media meltdown and the full recording at the centre of the controversy » [archive du 3 septembre 2017], sur Global News, 19 août 2017 (consulté le 29 septembre 2017)
3. ↑  Richard Warnica, « Rebel without applause: How Ezra Levant built an extreme media juggernaut — and watched it all begin to unravel », National Post,‎ 19 août 2017 (lire en ligne, consulté le 7 septembre 2020)
4. ↑  (en) Lara Whyte, « The women flying the flag for Generation Identity and far-right politics », The Times,‎ 28 septembre 2019 (ISSN 0140-0460, lire en ligne [archive du 24 février 2020], consulté le 3 février 2022) :« The Rebel Media has more than one million subscribers on YouTube, and is often described as the home of an anti-Muslim ideology it calls "counter-jihad". »
5. ↑  Cas Mudde, The Far Right Today, John Wiley & Sons, 25 octobre 2019 (ISBN 978-1-5095-3685-6, lire en ligne [archive du 28 octobre 2020])
6. ↑  Ian Austen, « Canada Letter: Back at the NAFTA Table and Tundra Meltdowns », The New York Times,‎ 25 août 2017 (lire en ligne [archive du 3 décembre 2018], consulté le 3 décembre 2018)
7. ↑  Michael Colborne, « Rebel Media: the Canadian website that Mark Latham now calls home », The Sydney Morning Herald,‎ 26 octobre 2017 (lire en ligne)
8. ↑  (en-GB) Chris Stokel-Walker, « The Alt-Right on Facebook Are Hijacking Canada's Trucker Blockade », Wired UK,‎ 8 février 2022 (ISSN 1357-0978, lire en ligne [archive du 6 novembre 2022], consulté le 6 novembre 2022) :« The theory, that the pandemic is a global conspiracy to allow world leaders to reset the planet, remained niche until picked up by Rebel News, a Canadian equivalent of Breitbart News. »
9. ↑  [5],[6],[7],[8]
10. ↑  Jason Markusoff, « The Rebel's steady spiral downwards » [archive du 24 octobre 2017], 16 août 2017 (consulté le 24 octobre 2017)
11. ↑  Langlois, Coulter, Elmer et McKelvey, « View of Special Section: Alt-Rights in Canada » [archive du 2 juin 2022], Canadian Journal of Communication, 9 décembre 2021 (consulté le 2 juin 2022) : « Key alt-right media players, such as Ezra Levant, moved to social media, where their online audience is comparable to those of legacy media such as CBC, CTV, and Global. Levant’s network, Rebel News, has launched numerous alt-right figures, becoming an incubator for a certain kind of media celebrity status important to the alt-right globally. »
12. ↑  (en-US) Sainato, « Trump Retweets Conspiracy Theorist Who Lost Security Clearance Because of Twitter » [archive du 4 janvier 2022], The New York Observer, 17 août 2017 (consulté le 6 octobre 2022) : « In June 2017, he was fired from Rebel Media, a Canadian alt-right media outlet... »
13. ↑  « Meet The Rebels » [archive du 5 février 2020], sur Rebel News (consulté le 6 février 2020)
14. ↑  Dan Lett, « Rebel Media's meltdown and the politics of hate », Winnipeg Free Press,‎ 19 août 2017 (lire en ligne [archive du 20 août 2017], consulté le 28 août 2017)
15. ↑  « Tension between The Rebel and conservatives erupts anew », CBC News,‎ 16 août 2017 (lire en ligne [archive du 19 septembre 2017], consulté le 29 septembre 2017)
16. ↑  (en) Kelly Weill, « The Proud Boys Are Now Roger Stone's Personal Army » [archive du 29 janvier 2019], 29 janvier 2019 (consulté le 6 février 2019)
17. ↑  (en-US) The Associated Press, « 3 arrested in NYC clashes following speech by leader of far-right Proud Boys group », Chicago Tribune,‎ 13 octobre 2018 (lire en ligne [archive du 4 février 2019], consulté le 3 février 2019)
18. ↑  (en-US) Christopher Mathias, « The Proud Boys, The GOP And 'The Fascist Creep' », The Huffington Post,‎ 18 octobre 2018 (lire en ligne [archive du 3 février 2019], consulté le 3 février 2019)
19. ↑  « Gavin McInnes Hired By Conservative Canadian Network Rebel Media » [archive du 7 février 2019], Mediaite, 5 février 2019 (consulté le 5 février 2019)
20. ↑  « Founder Of SPLC-designated Hate Group Rejoins Rebel Media » [archive du 14 décembre 2021], 5 février 2019 (consulté le 14 décembre 2021)
21. ↑  Fawcett, « An immaculate takedown of Rebel News » [archive du 12 septembre 2021], Canada's National Observer, 10 septembre 2021 (consulté le 12 septembre 2021) : « "The reality is, organizations — organizations like yours — that continue to spread misinformation and disinformation on the science around vaccines … is part of why we're seeing such unfortunate anger and lack of understanding of basic science," he said. "Frankly, your — I won't call it a media organization — your group of individuals need to take accountability for some of the polarization that we're seeing in this country." »
22. ↑  « Canada election: Trudeau says Rebel News needs to 'take accountability' for increasing polarization | Watch News Videos Online » [archive du 14 décembre 2021], Global News (consulté le 14 décembre 2021)
23. ↑  « Trudeau accuses far-right website of spreading vaccine misinformation » [archive du 12 septembre 2021], The Guardian, 9 septembre 2021 (consulté le 12 septembre 2021)
24. ↑  Roberta Laurie, The Rhetoric of Oil in the Twenty-First Century: Government, Corporate, and Activist Discourses, Taylor & Francis, coll. « Routledge Studies in Rhetoric and Communication », 2019 (ISBN 978-1-351-05212-2, lire en ligne), « Still Ethical Oil, Framing the Alberta Oil Sands », p. 176 :« After the network failed, Levant launched his online platform, Rebel Media, where he has continued to champion right-wing causes: critiquing provincial NDP policies, denying climate change, condemning federal immigration policies, and advocating for the Alberta oil and gas industry. »
25. ↑  Zi-Ann Lum, « Dane Lloyd, Federal Tory Candidate, Once Tried To Start A Canadian NRA 'Movement' », The Huffington Post,‎ 11 octobre 2017 (lire en ligne [archive du 13 octobre 2017])
26. ↑  Jen Gerson, « Former Sun News host Ezra Levant launching his own conservative website following network's demise », National Post,‎ 24 février 2015 (lire en ligne [archive du 21 février 2015], consulté le 10 mars 2015)
27. ↑  Rebel without applause: How Ezra Levant built an extreme media juggernaut — and watched it all begin to unravel | National Post
28. ↑  « Michael Coren on Twitter » [archive du 5 mars 2016], Twitter (consulté le 10 mars 2015)
29. ↑  « Tempest in a Tim Hortons cup: Enbridge ad debacle births a boycott », The Globe and Mail,‎ 5 juin 2015 (lire en ligne [archive du 7 juin 2015], consulté le 11 juin 2015)
30. ↑  Jake Edmiston, « Alberta NDP says 'it's clear we made a mistake' in banning Ezra Levant's The Rebel », National Post,‎ 17 février 2016 (lire en ligne [archive du 17 mars 2016], consulté le 17 février 2016)
31. ↑  « Alberta government must reinstate Rebel's access to the legislature: CAJ » [archive du 8 mars 2016], The Canadian Association of Journalists, 17 février 2016 (consulté le 18 février 2016)
32. 1 2  (en-CA) Sean Craig, « UN offers The Rebel press accreditation for climate conference after environment minister's intervention », Financial Post,‎ 31 octobre 2016 (lire en ligne [archive du 4 novembre 2021], consulté le 13 novembre 2020) :« Levant suggested that the The[sic] Rebel — which publishes coverage of environment issues that often exhibits or promotes climate change skepticism »
33. ↑  Rob Drinkwater, « Ezra Levant's Rebel Media denied UN media accreditation », Maclean's,‎ 17 octobre 2016 (lire en ligne [archive du 16 novembre 2020], consulté le 13 novembre 2020)
34. ↑  Sean Craig, « Ezra Levant seeks Trudeau's intervention after UN bars The Rebel from climate conference », Financial Post, a division of Postmedia Network Inc,‎ 17 octobre 2016 (lire en ligne [archive du 1er septembre 2022], consulté le 22 mai 2022)
35. ↑  Nagata, « Kai Nagata on Quebec City and the ominous trajectory of Rebel Media's Ezra Levant » [archive du 23 février 2017], National Observer, 22 février 2017 (consulté le 22 février 2017)
36. ↑  Gavin McInnes, « What Gavin McInnes really thinks about the Holocaust » [archive du 23 mars 2018], sur The Rebel Media, 12 mars 2017 (consulté le 22 mars 2018)
37. ↑  (en) Eli Clifton, « Gorka Joins Outlet That Published "Ten Things I Hate About Jews" » [archive du 10 mai 2019], sur LobeLog, 6 février 2018 (consulté le 19 mai 2019)
38. ↑  Ron Csillag, « Rebel's Gavin McInnes gets flak from CIJA for offensive videos about Jews and Israel » [archive du 15 août 2017], sur Cjnews.com, 17 mars 2017 (consulté le 29 octobre 2017)
39. ↑  Riley Sparks, « Rebel Media is defending contributor behind 'repulsive rant' that was praised by white supremacists », National Observer,‎ 15 mars 2017 (lire en ligne [archive du 23 novembre 2017], consulté le 29 octobre 2017)
40. ↑  (en-US) Sophie McBain, « The rise of the Proud Boys in the US » [archive du 2 septembre 2023], sur New Statesman, 7 octobre 2020 (consulté le 2 septembre 2023)
41. ↑  Mark Scott, « U.S. Far-Right Activists Promote Hacking Attack Against Macron », The New York Times,‎ 16 mai 2017 (lire en ligne [archive du 29 juillet 2017], consulté le 10 juillet 2017)
42. ↑  (en-US) Dickson, « Conservative MPs shun Rebel Media after coverage of Charlottesville riot » [archive du 13 août 2020], iPolitics, 15 août 2017 (consulté le 12 novembre 2020)
43. ↑  Simon Houpt, « Rebel Media co-founder quits over company's perceived ties to right-wing groups », The Globe and Mail,‎ 15 août 2017 (lire en ligne [archive du 15 août 2017], consulté le 15 août 2017)
44. ↑  « Far-right conspiracy theorist Avi Yemini allowed entry into New Zealand after originally being denied », Newshub,‎ 29 juin 2023 (lire en ligne [archive du 11 avril 2024], consulté le 21 mars 2024)